# 2022-es labdarúgó-világbajnokság-selejtező (AFC – 1. forduló)
A 2022-es labdarúgó-világbajnokság ázsiai selejtezőjének 1. fordulójának mérkőzéseit 2019. június 6. és 11. között játszották.

## Formátum
Összesen 12 csapat vett részt (a 35–46. helyen rangsoroltak), a csapatok oda-visszavágós rendszerben mérkőznek, a 6 győztes továbbjutott a második fordulóba.

## Kiemelés
A kiemelést a 2019. áprilisi FIFA-világranglista alapján alakították ki, a helyezések az alábbi táblázatban zárójelben olvashatók. Az A kalapban lévő csapatok játszották az első mérkőzést pályaválasztóként.
Az 1. forduló sorsolását 2019. április 17-én, helyi idő szerint 11 órától (UTC+8) tartották Kuala Lumpurban.
| A kalap | B kalap |
| --- | --- |
| 1. Malajzia (168.) 2. Kambodzsa (173.) 3. Makaó (183.) 4. Laosz (184.) 5. Bhután (186.) 6. Mongólia (187.) | 1. Banglades (188.) 2. Guam (193.) 3. Brunei (194.) 4. Kelet-Timor (195.) 5. Pakisztán (200.) 6. Srí Lanka (202.) |

## Párosítások
Az első mérkőzéseket 2019. június 6-án és 7-én között, a második mérkőzéseket június 11-én játszották.
| 1. csapat | Össz.Tooltip Aggregate score | 2. csapat   | 1. mérk. | 2. mérk.   |
| --------- | ---------------------------- | ----------- | -------- | ---------- |
| Mongólia  | 3–2                          | Brunei      | 2–0      | 1–2        |
| Makaó     | 1–3                          | Srí Lanka   | 1–0      | 0–3 (áll.) |
| Laosz     | 0–1                          | Banglades   | 0–1      | 0–0        |
| Malajzia  | 12–2                         | Kelet-Timor | 7–1      | 5–1        |
| Kambodzsa | 4–1                          | Pakisztán   | 2–0      | 2–1        |
| Bhután    | 1–5                          | Guam        | 1–0      | 0–5        |

## Mérkőzések
| 2019. június 6. 17:00 (UTC+8) |

| Mongólia                   | 2–0               | Brunei |
| -------------------------- | ----------------- | ------ |
| Tsedenbal 9' Naranbold 69' | (1–0) Jegyzőkönyv |        |

| MFF Football Centre, Ulánbátor Játékvezető: Pranjal Banerjee (indiai) |

| 2019. június 11. 20:15 (UTC+8) |

| Brunei         | 2–1               | Mongólia                 |
| -------------- | ----------------- | ------------------------ |
| Razimie 5' 34' | (2–0) Jegyzőkönyv | Tsedenbal 47' (11-esből) |

| Hassanal Bolkiah National Stadium, Bandar Seri Begawan Játékvezető: Ahmad Yacoub Ibrahim (jordán) |

| 2019. június 6. 19:30 (UTC+8) |

| Makaó      | 1–0               | Srí Lanka |
| ---------- | ----------------- | --------- |
| Duarte 52' | (0–0) Jegyzőkönyv |           |

| Zhuhai Sports Center Stadium, Zhuhai (Kína) Játékvezető: Kim Dae-yong (dél-koreai) |

| 2019. június 11. 15:30 (UTC+5:30) |

| Srí Lanka | 3–0 (áll.)  | Makaó |
| --------- | ----------- | ----- |
|           | Jegyzőkönyv |       |

| Sugathadasa Stadium, Colombo Játékvezető: Çarymyrat Kurbanow (türkmén) |

| 2019. június 6. 18:30 (UTC+7) |

| Laosz | 0–1               | Banglades     |
| ----- | ----------------- | ------------- |
|       | (0–0) Jegyzőkönyv | Ro. Hasan 72' |

| New Laos National Stadium, Vientián Játékvezető: Ho Wai Sing (hongkongi) |

| 2019. június 11. 19:00 (UTC+6) |

| Banglades | 0–0         | Laosz |
| --------- | ----------- | ----- |
|           | Jegyzőkönyv |       |

| Bangabandhu National Stadium, Dakka Játékvezető: Timur Faizullin (kirgizisztáni) |

| 2019. június 7. 20:45 (UTC+8) |

| Malajzia                                                                     | 7–1               | Kelet-Timor    |
| ---------------------------------------------------------------------------- | ----------------- | -------------- |
| Corbin-Ong 12' Shahrel 23' Norshahrul 43' Safawi 45' 59' Faiz 78' Akhyar 89' | (4–0) Jegyzőkönyv | João Pedro 52' |

| Bukit Jalil National Stadium, Kuala Lumpur Játékvezető: Sherzod Kasimov (üzbegisztáni) |

| 2019. június 11. 20:45 (UTC+8) |

| Kelet-Timor | 1–5               | Malajzia                                   |
| ----------- | ----------------- | ------------------------------------------ |
| Gama 72'    | (0–3) Jegyzőkönyv | Shahrel 11' 17' 64' Sumareh 37' Akhyar 55' |

| Bukit Jalil National Stadium, Kuala Lumpur (Malajzia) Játékvezető: Yusuke Araki (japán) |

| 2019. június 6. 18:30 (UTC+7) |

| Kambodzsa           | 2–0               | Pakisztán |
| ------------------- | ----------------- | --------- |
| Sieng 81' Kouch 84' | (0–0) Jegyzőkönyv |           |

| Phnom Penh Olympic Stadium, Phnompen Játékvezető: Shaun Evans (ausztrál) |

| 2019. június 11. 19:00 (UTC+3) |

| Pakisztán             | 1–2               | Kambodzsa          |
| --------------------- | ----------------- | ------------------ |
| Bashir 17' (11-esből) | (1–0) Jegyzőkönyv | Sath 64' Reung 89' |

| Hamad bin Khalifa Stadium, Doha (Katar) Játékvezető: Hanna Hattab (szíriai) |

| 2019. június 6. 18:00 (UTC+6) |

| Bhután        | 1–0               | Guam |
| ------------- | ----------------- | ---- |
| Ts. Dorji 35' | (1–0) Jegyzőkönyv |      |

| Changlimithang Stadium, Timpu Játékvezető: Omar Al-Yaqoubi (ománi) |

| 2019. június 11. 15:15 (UTC+10) |

| Guam                                            | 5–0               | Bhután |
| ----------------------------------------------- | ----------------- | ------ |
| Lagutang 23' Cunliffe 27' 82' 90+4' Malcolm 51' | (2–0) Jegyzőkönyv |        |

| Guam F.A. National Training Center, Dededo Játékvezető: Yu Ming-hsun (tajvani) |